# Ґодзілла проти Мотри
«Ґодзілла проти Мотри» (яп. ゴジラVSモスラ, ґодзіра тай мосура), також відомий під назвою «Ґодзілла проти Мотри: Битва за Землю» — японський кайдзю-фільм 1992 року. Це дев'ятнадцятий фільм про гігантського динозавра Ґодзіллу, шостий фільм про гігантську міль Мотру і перший і єдиний фільм про гігантську міль Баттру. Це перший кайдзю-фільм режисера Такао Окавари. Хоча в Японії фільм вийшов під назвою «Ґодзілла проти Мотри», він не є ремейком однойменного фільму 1964 року.

## Сюжет
У Тихому океані падає метеорит та пробуджує Ґодзіллу.
Тим часом Такуя Фудзіта викрадає золоту статую з древнього храму, через що його заарештовують. Його колишня дружина Масако Тезука і прем'єр-міністр Японії звільняють його за умови, що він допоможе їм. Він погоджується, після чого Такуя, Масако і секретар Андо відправляються на острів Інфант, де знаходяться гігантське яйце та зустрічають фей Космос. Феї розповідають їм, що це яйце гігантської молі Мотри, яка підтримує природну рівновагу. Також феї розповідають, що Мотра колись перемогла свого злого двійника Баттру. Феї кажуть, що побоюються, що через згубну діяльність людини Баттра зрову прокинеться. Тим часом Баттра дійсно нападає на Японію і руйнує будинки за допомогою лазера, який стріляє з її рогу. Андо вирішує доправити яйце Мотри в Японію за допомогою корабля.
Пізніше коли герої пливуть в кораблі, на них нападає Ґодзілла. З яйця вилуплюється Мотра і нападає на Ґодзіллу. Пізніше з'являється Баттра і починається битва між трьома монстрами, в ході якої Ґодзілла і Баттра потрапляють в розлом з магмою в океані. Коли герої прибувають в Токіо, Андо викрадає фей Космос і привозить їх до свого боса. На Токіо нападає Мотра, яка бажає звільнити фей. Масако зустрічається зі своєю дочкою та Мікі Саегусою. Мікі за допомогою телепатії вловлює голоси фей. Масако, його дочка та Мікі Саегуса забирають фей у Андо і віддають їх Мотрі. Після цього Мотра загортається у кокон, а з вулкана Фудзі вилазять Ґодзілла і Баттра, які пливли сюди у магмі під земною корою. Мотра та Баттра перетворюються в дорослих метеликів, після чого починають битися один з одним і з Ґодзіллою. В ході битви Баттра рятує Мотру, після чого вони об'єднуються проти Ґодзілли. Мотра і Баттра піднімають Ґодзіллу і несуть його в океан. Ґодзілла вистрілює атомним променем у Баттру, після чого Мотра відпускає Ґодзіллу і мертву Баттру і вони обоє падають у океан. Після цього Мотра забирає фей і летить у космос, щоб захистити Землю від метеориту.

## Кайдзю
- Ґодзілла
- Мотра
- Баттра

## В ролях
- Сатомі Кобаясі — Масако Тезука
- Такехіро Мурата — Кендзі Андо
- Кейко Імамура та Саяка Осава — феї Космос
- Сабуро Сінода — професор Сіґекі Добасі
- Акідзі Кобаясі — Рюзо Добасі
- Мегумі Одака — Мікі Саегуса
- Акіра Такарада — Джоджі Мінаміно
- Макото Отаке — Такесі Томокане
- Сіорі Йонезава — Мідорі Тезука
- Кенпачіро Сатсума — Ґодзілла
- Хурікан Рю — Баттра ларва

## Касові збори
В Японії було куплено 4,2 млн квитків на фільм, при цьому касові збори склали 2,22 млрд єн (20 млн доларів).
Фільм «Ґодзілла проти Мотри» став найуспішнішим фільмом в серії Хейсей, четвертим найбільш рейтинговим фільмом про монстрів в Японії і другим найбільш рейтинговим фільмом про монстрів в Азії після «Парку Юрського періоду».